# Jovanka
Jovanka (bulgarisch, mazedonisch: Јованка) ist ein weiblicher Vorname.

## Herkunft und Bedeutung
Der Name ist die Verkleinerungsform von Jovana.
Weitere mazedonische Varianten des Namens sind Jovka und Vana. 

## Bekannte Namensträgerinnen
- Jovanka Bončić-Katerinić (1887–1966), serbische und jugoslawische Architektin
- Jovanka Broz (1924–2013), jugoslawische Partisanin
- Jovanka Houska (* 1980), englische Schachspielerin
- Jovanka Radičević (* 1986), montenegrinische Handballspielerin